# Cinéville
Cinéville est une société française exploitant des complexes cinématographiques essentiellement implanté dans l'Ouest de la France. La société, constituée en juin 2004, est une filiale de Soredic, créée en 1965.  
Cinéville compte 21 établissements et 161 salles de cinéma, qui rassemblent environ 6,3 millions de spectateurs en 2024. Cinéville est le 6ᵉ opérateur national de salles de cinéma.
Cinéville fait partie des premiers groupes cinématographiques français à s'être engagés dans le cinéma numérique, à la suite d'un contrat signé en mars 2009 avec le tiers-collecteur Ymagis visant à assurer le financement de l'ensemble de ses projecteurs numériques.
Cinéville a connu un fort développement en 2024 avec l'acquisition du multiplexe de 13 salles Le Trèfle situé à Dorlisheim, puis l'acquisition des cinémas Club 6 à Saint-Brieuc et Cinéland à Trégueux.
En octobre 2024, Cinéville a lancé au sein de son multiplexe de Saint-Sébastien-sur-Loire son propre concept de salle de cinéma premium, sous la marque Orium. Cette salle associe des fauteuils inclinables électriques, le son Dolby Atmos et une image pure laser.

## Informations financières
La société Cinéville a été immatriculée le 24 septembre 2004.
Au 30 septembre 2018, elle a réalisé un chiffre d'affaires de 31 869 700 € et dégagé un résultat de 3 567 800 € avec 155 collaborateurs.

## Identité visuelle (logo)

Logo jusqu'en 2013
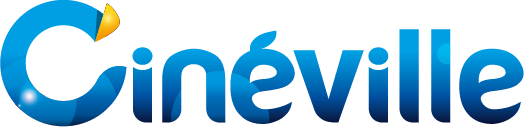
Logo depuis 2013

## Implantations des multiplexes
| Cinémas               | Villes                    | Création | Salles | Fauteuils | Notes |
| --------------------- | ------------------------- | -------- | ------ | --------- | --- |
| Cinéville             | Concarneau                | 2008     | 5      | 800       | Ancien cinéma "Le Celtic". Rachat de l'établissement effectué en 2013 |
| Cinéville             | Hénin-Beaumont            | 1999     | 12     | 2 397     | Multiplexe construit par Gaumont, repris en 2003 par le groupe Soredic |
| Cinéville             | Laval                     | 2002     | 9      | 1 825     | |
| Cinéville             | Lorient                   | 1999     | 11     | 2 091     | |
| Katorza               | Nantes                    | 1920     | 6      | 886       | Cinéma historique de Nantes fondé en 1920 par Salomon Kétorza, il est spécialisé dans l'art et essai |
| Cinéville             | Les Ponts-de-Cé           | 2015     | 8      | 1 509     | À côté de ce cinéma, Cinéville ouvre une plaine de jeux pour enfants, sous l'enseigne Loopiland |
| Cinéville             | Quimper                   | 2012     | 10     | 1 932     | Ouvert en 2012 en remplacement du cinéma Le Bretagne créé en 1965, |
| Cinéville             | La Roche-sur-Yon          | 2001     | 9      | 2 016     | |
| Cinéville             | Saint-Nazaire             | 2000     | 9      | 1 961     | |
| Cinéville             | Saint-Sébastien-sur-Loire | 2006     | 9      | 1 800     | |
| Cinéville Garenne     | Vannes                    | 1965     | 5      | 565       | |
| Cinéville Parc Lann   | Vannes                    | 2005     | 9      | 1 987     | Comptant 7 salles à l'origine, ce multiplexe a bénéficié d'une extension en août 2015 |
| Cinéville Pont-l'Abbé | Pont-l'Abbé               | 2019     | 4      | 610       | Ouverture le 18 décembre 2019. Premier Cinéville à ouvrir dans un ancien bâtiment réhabilité pour l'occasion, à savoir la hall à marée de la gare de la ville, faisant office de hall d'accueil, les quatre salles étant érigées à l'arrière. |
| Cinéville             | Bruz                      | 2019     | 6      | 991       | |
| Cinéville             | Vern-sur-Seiche           | 2019     | 6      | 1 244     | |
| Cinéville Le Trèfle   | Dorlisheim                | 2011     | 13     | 2 041     | |
| Club 6                | Saint-Brieuc              | 1984     | 6      | 999       | |
| Cinéland              | Saint-Brieuc              | 2004     | 10     | 2 187     | |
| Cinénova              | Savenay                   | 2015     | 5      | 662       | |
| Rialto                | Morlaix                   | 1933     | 3      | 697       | |

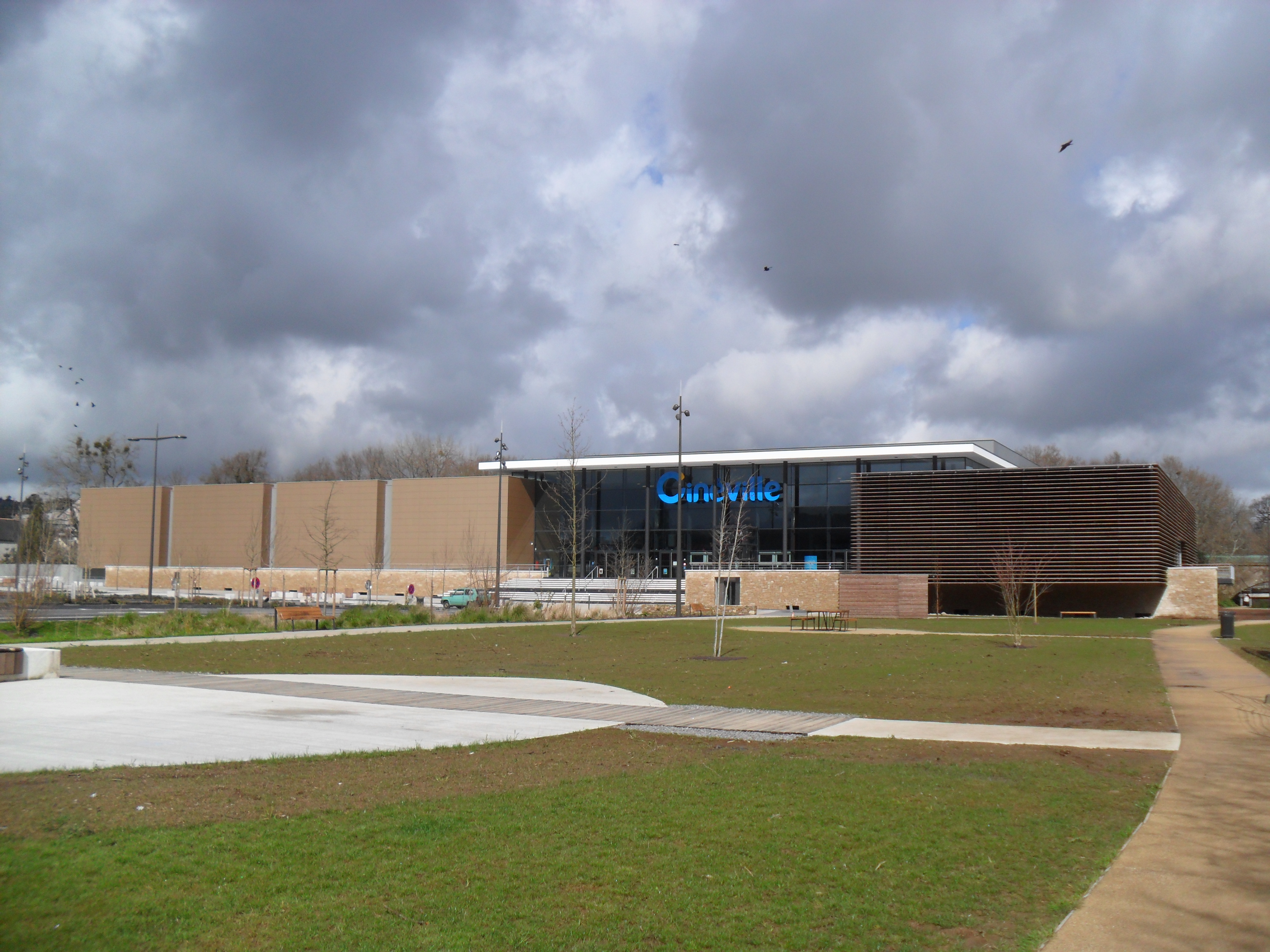
Le Cinéville de Quimper
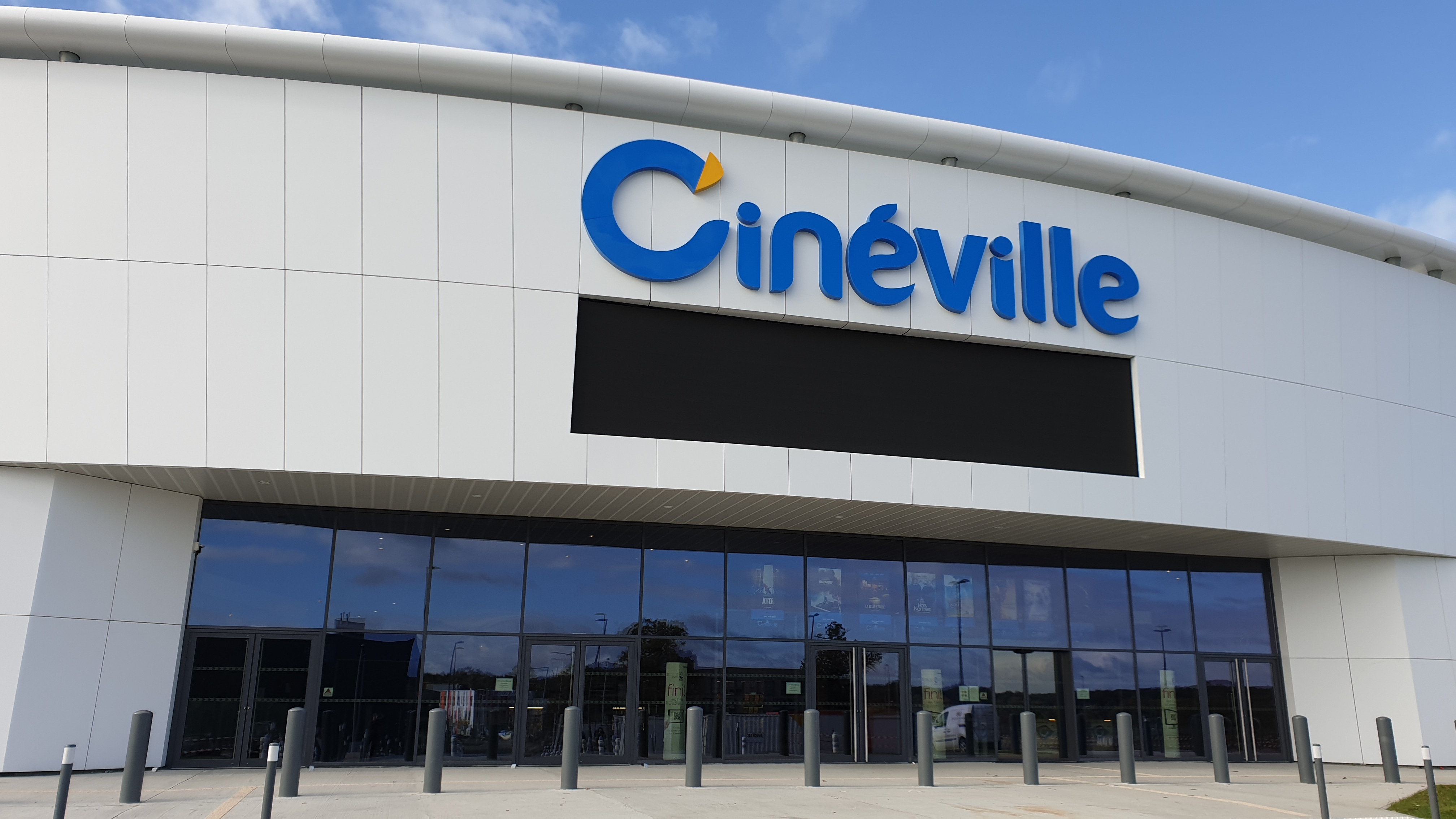

## Annexe